# Оренхофен
Оренхофен (њем. Orenhofen) општина је у њемачкој савезној држави Рајна-Палатинат. Једно је од 235 општинских средишта округа Ајфелкрајс Битбург-Прим. Према процјени из 2010. у општини је живјело 1.286 становника. Посједује регионалну шифру (AGS) 7232289.

## Географски и демографски подаци
Оренхофен се налази у савезној држави Рајна-Палатинат у округу Ајфелкрајс Битбург-Прим. Општина се налази на надморској висини од 355 метара. Површина општине износи 12,0 km². У самом мјесту је, према процјени из 2010. године, живјело 1.286 становника. Просјечна густина становништва износи 107 становника/km².